# 曹彬 (医生)
曹彬（1972年3月30日—），男，山东济南人。中国呼吸学科专家。现任中日友好医院副院长，呼吸与危重症医学科主任，兼呼吸与危重症医学科二部主任。

## 生平

### 学习经历
1972年生于山东济南。1987年至1990年，在山东省实验中学学习。1990年考入山东医科大学七年制。其中前两年在山东大学生物系学习。1996年参加中国协和医科大学七年转八年制选拨并被录取，1996年下半年赴北京协和医院实习。1998年毕业于中国协和医科大学，师从呼吸科教授朱元珏，获博士学位。1998年8月至2002年7月，在协和医院内科接受住院医师培训。

### 工作经历
1998年8月至2006年9月，在北京协和医院内科工作，历任住院医师（1998年8月－2002年6月）、总住院医师（2002年7月－2003年2月）、主治医师（2003年2月－2006年9月）、副主任医师。
2006年10月至2015年6月，在首都医科大学附属北京朝阳医院感染控制科工作，历任副主任医师、副教授、主任医师（2013年2月－2015年6月）、教授、博士生导师。
2015年7月至今，在中日友好医院工作，历任呼吸与危重症医学科主任兼呼吸与危重症医学科二部主任，呼吸中心常务副主任、兼医院感染管理办公室主任和疾病预防控制处处长。2019年7月，任中日友好医院副院长。

## 贡献
曹彬精于各种呼吸道感染的诊治，在病毒性肺炎、肺部耐药病菌和真菌感染诊疗方面积累有丰富经验。他还在中国国内率先揭示病毒性肺炎占成人肺炎的比例高达27%；揭示流感肺炎和腺病毒肺炎的流行规律和临床特点；总结中国成人社区获得性肺炎疾病负担和管理现状。是“中国肺炎研究”共同创始人。主持修订《人感染H7N9禽流感诊疗方案》（2017年第一版）。
主编《感染性疾病－基于临床病例的诊治析评》和《实习医师手册－内科》两部。参与《协和呼吸病学》等专著的编写。担任《中国真菌学杂志》《中国临床医师》《中国呼吸危重症杂志》等学术期刊编委。

## 荣誉
- 2012年，获第十四届茅以升科学技术奖-北京青年科技奖。
- 2014年11月，获第十五届吴杨奖[5]。
- 2014年12月，获中国科学技术协会授予的“全国优秀科技工作者”称号[6]。
- 2015年1月，获第一届树兰医学青年奖。[7]
- 2015年1月，当选教育部长江学者特聘教授[8]。
- 2016年，获“首都十大杰出青年医生”称号。
- 2020年，被评为“全国抗击新冠肺炎疫情先进个人”。[9]